# 黄万波
黄万波（1933年—），重庆市忠县人。是一位中国考古學家及人類學家，中国科学院古脊椎动物与古人类所研究员，重庆龙骨坡巫山古人类研究所所长，重庆中国三峡博物馆特约研究员、重庆三峡古人类研究所名誉所长。他是中国古人类巫山人、蓝田人、和县人的发现者。